# Thomász Xenákisz
Thomász Xenákisz (görögül: Θωμάς Ξενάκης; Náxosz, 1875. március 30. – Orange megye, Kalifornia, 1942. július 7.) kétszeres olimpiai ezüstérmes görög tornász.
Az 1896. évi nyári olimpiai játékokon indult tornában, a kötélmászásban, amiben a leggyorsabb és a legszebb stílussal mászó nyert. 14 méter magasra kellett felmászni, és az 5 indulóból csak ketten másztak fel.
Csapat korlátban ezüstérmet nyert három másik társával együtt.